# 톨기스
톨기스(영어: Tallgeese, 일본어: トールギス)는 1995년에 방영된 TV 애니메이션 《신기동전기 건담 W》에 등장하는 모빌 슈트(MS)로 분류되는 가공의 유인 조종식 인간형 로봇 병기이다.
작품 내 기원인 "애프터 콜로니(A.C.)" 사상 최초의 전투용 모빌 슈트(MS)이자 이후에 등장하는 모든 모빌 슈트의 시조가 되는 기체이다. 기체명은 강령술사(Theurgist)에서 유래하였다. 고성능이지만 보통의 인간으로서는 조종할 수 없는 결함기라는 설정을 가지고 있다. 주인공 히이로 유이의 라이벌인 젝스 마키스의 탑승기로 작품 전반부에 등장한다. 또한 작품 후반부에는 트레즈 크슈리나다가 탑승하는 2호기 "톨기스 II"도 등장한다.
메카닉 디자인은 카토키 하지메가 담당하였다.

## 같이 보기
- 신기동전기 건담 W
- 윙 건담